# Spytihnev II av Böhmen
Spytihnev II av Böhmen, född 1031, död 1061, var en monark av Böhmen. Han regerade från 1055 till 1061.